# Irène Chiot
Irène Chiot, née le 21 juin 1898 à Perreux (Yonne) et morte le 6 juin 1945 à Bergen-Belsen (Allemagne), est une assistante sociale française membre de la Résistance intérieure française.

## Biographie
Mariée à un journaliste lituanien juif, Marcel Rossel, en 1922. Elle divorce peu après et reprend son nom de jeune fille. Mais son nom marital ressort au moment de son arrestation et tout au long de son parcours de déportation dans les différents camps avec lequel elle sera enregistrée jusqu'à son décès. 
Des recherches plus récentes, ont révélé que Irène et Léonide[Qui ?] restent mariés. De 1921 à 1925/26, Irène et Léonide sont des militants socialistes révolutionnaires et vivent à Prague pour s´occuper de l’accueil des personnes qui fuient le régime bolchevique. À leur retour en France, Léonide continue son activité de journaliste, il est secrétaire du syndicat des travailleurs russes, affilié à la CGT jusqu'en 1938. Lors de l´Occupation, Léonide se réfugie à Marseille et il sera arrêté à Saint-Maximin fin janvier 1944 et détenu à la prison de Nîmes. Il sera déporté de Drancy par le convoi no 69 du 7 mars 1944. Léonide est assassiné dès son arrivée à Auschwitz, le 12 mars 1944.
En 1940, elle participe à la création d'un réseau de résistance à Toulouse nommé Trait d'union et composé d'anciens militaires. Elle aide des prisonniers de guerre à s'échapper, récupère des armes et sert de courrier entre les groupes.
Deux ans plus tard, elle revient dans l'Yonne et s'installe dans la maison de sa mère au 28 rue d'Epizy à Joigny. Là, elle fonde un nouveau groupe de résistance "FTPF" avec ses cousins et certaines connaissances. L'année suivante, le groupe entre en contact avec d'autres organisations et participe à des parachutages, à Piffonds le 23 août 1943 et à Volgré le 16 septembre. Les armes récupérées sont stockées chez sa mère.
La veille de son arrestation, elle participe au sabotage d'un train allemand à Pontigny. Elle est finalement arrêtée le 8 octobre 1943 à Joigny en même temps que le futur romancier et ministre de la culture d'Espagne Jorge Semprún. Après avoir été torturée à la prison d'Auxerre, elle est déportée vers le Camp de Royallieu puis à Ravensbrück le 31 janvier 1944. Elle meurt de la dysenterie à Bergen-Belsen le 6 juin 1945, quelques semaines après la libération du camp. Juste après la Libération, Jorge Semprún et Léon Blum font des démarches pour accélérer son rapatriement, sans succès.

## Hommages
- Une plaque commémorative (pour elle et Jorge Semprún), est inaugurée à Joigny en 2013[8].
- Une rue porte son nom à Joigny[9].
- Une rue porte son nom à Perreux, son village natal.

## Décorations
- Médaille de la Résistance française avec rosette (décret du 24 avril 1946)[10]

## Sources
1. ↑  « https://www.memoiredeshommes.sga.defense.gouv.fr/fr/arkotheque/client/mdh/base_resistants/detail_fiche.php?ref=2962172&debut=0 »
2. 1 2 3 4 5  « Arory: Irène Chiot », sur www.arory.com (consulté le 15 janvier 2020)
3. ↑  « Irène Rossel-Chiot, résistante et franc-maçon - [Cercle d'étude de la Déportation et de la Shoah] », sur www.cercleshoah.org (consulté le 23 juillet 2023)
4. ↑  « - Mémorial de la Shoah », sur ressources.memorialdelashoah.org (consulté le 23 juillet 2023)
5. 1 2  (en-GB) « Museum Receives Brooch of Prominent Insurgent », sur Arolsen Archives, 3 décembre 2018 (consulté le 15 janvier 2020)
6. 1 2 3 4  Sophie Thomas, « Ces illustres Joviniennes : aujourd’hui, la résistance Irène Chiot », L'Yonne Républicaine,‎ 20 juillet 2016 (lire en ligne)
7. ↑  (en) Ursula Tidd, Jorge Semprun : Writing the European Other, Routledge, 2 décembre 2017, 198 p. (ISBN 978-1-351-19305-4, lire en ligne)
8. ↑  Estelle Dissay, « En octobre 1943, un jeune Espagnol fut arrêté avec Irène Chiot dans une maison de la rue d’Épizy », L'Yonne Républicaine,‎ 21 octobre 2013 (lire en ligne)
9. ↑  « Prix m2 Rue Irène Chiot - Joigny | SeLoger », sur www.seloger.com (consulté le 15 janvier 2020)
10. ↑  Ordre de la Libération, « Médaille de la Résistance française avec rosette - fiche Irène CHIOT » (consulté le 21 décembre 2022)